# Grgo Martić
Fra Grgo Martić (isto Mato ili Grga, Rastovača, Posušje, 24. siječnja 1822.  – Kreševo, 30. kolovoza 1905.) bio je hrvatski i bosanskohercegovački franjevac, sakupljač narodnih pjesama, pjesnik, preporodni književnik, kulturni i politički djelatnik.

## Životopis
Rodom je od plemena Martića (Posušje) koji su bili poznati po tome što su imali veliki obiteljski križ na groblju koji je napravljen od kamena s planine Zavelim, Vinica. Majka mu je bila Jela Kukulj iz plemena Kukulja iz Vinjana pa mu je rod bio Ivan Kukuljević Sakcinski. 
Kad mu je bilo osam godina, umre mu otac pa stric Rade preuzme brigu nad šestero siročadi. U svojoj dvanaestoj godini (1834.) došao je u samostan u Kreševu, gdje je svršio i osnovne i nešto gimnazijskih nauka i tu s petnaest godina stupio u franjevački red. Godinu dana iza toga otišao je u požešku gimnaziju, gdje se sve (pa i matematika) učilo na latinskom. U vrijeme studija u Zagrebu upoznao se s Gajem, Babukićem, Vrazom, Šulekom i drugim istaknutim Ilircima, čije će ideje prihvatiti i kasnije provoditi u praksu. Poslije je otišao u Mađarsku, u Stolni Biograd (Székesfehérvár)  studirati teologiju. Svećenik je postao u Bosni na sam Božić 1844.
Uz svoj materinski hrvatski jezik, govorio latinski, talijanski, francuski, turski, mađarski i njemački.
Kao župnik u Sarajevu 1856. postaje zastupnikom franjevačke provincije za veze s Turskom i konzularnim vlastima. Na čelu je franjevaca koji se suprotstavljaju priključenju Bosne i Hercegovine Srbiji i Crnoj Gori i zalaže za austro-ugarsku vlast nad tim područjem. 
Fra Grga Martić postaje jedna od najpovjerljivijih osoba austro-ugarske vlasti u Bosni i Hercegovini, ali kada je postalo očito da Beč odbija te krajeve ujediniti s Hrvatskom, on se, uvrijeđen i razočaran, povlači iz političkoga života.
Poznat je po mudroj domoljubnoj izreci 1860. godine: 
"Teško narodu bez ljubavi bratske, kao Bosni bez zemlje Hrvatske."
U svom je djelu iz 1860. Zapamćenjima dokumentirao kako je diljem Bosne djelovala srpska propaganda kojoj je cilj bio prisvojiti Bosnu "za Srbiju i za Dušanovo carstvo".
Kao mlađi je zanesenjački djelovao u duhu Iliraca, po širem kriteriju narodnog jedinstva. Shvativši vremenom što velikosrpski krugovi žele oko 1866., polako se preusmjerio prema idejama hrvatskog državnog prava, no pri tome nije se ostavio dobrih odnosa sa susjednim pravoslavnima i muslimanima.

## Djela
Objelodanio je više samostalnih djela u prozi i stihu, te napisao brojne priloge najrazličitijeg sadržaja, preveo nekoliko djela s francuskog i talijanskog jezika, skupio i tiskao brojne narodne pjesme i preradio nekoliko djela drugih autora. Pisao je za bosanskohercegovačke potrebe, ali su mu djela primana kao primjer živoga štokavskoga jezika s narodnih izvora.
- Slavodobitnica svijetlomu gospodaru Omer-paši (epska pjesma, 1852.)
- Narodne pjesme bosanske i hercegovačke (s Ivanom Franom Jukićem), I (1858.)
- Osvetnici, I-III (ep, 1861/65.), IV (1878.), V (1881.), VI (1881.), VII (1883.)
- Početni zemljopis za katoličke učionice u Bosni (1871.)
- Putovanje u Dubrovnik iz Kreševa god. 1882. (epska pjesma, 1884.)
- Narodne pjesme o boju na Kosovu godine 1389. (1886.)
- Obrana Biograda godine 1456. (ep, 1887.)
- Pjesnička djela fra Grge Martića, 1-7 (1888.)
- Pjesnička djela fra Grge Martića, I (1893.)
- Zapamćenja/1829. – 1878., po kazivanju autorovu zabilježio Janko Koharić (1906.)
- Izabrani spisi (1956.)

## Vanjske poveznice
- Zaklada fra Grga Martić
- Fra Grgo Martić  Arhivirana inačica izvorne stranice od 28. studenoga 2020. (Wayback Machine)
- Grgo Martić